# پریویل (کنتاکی)
پریویل (به انگلیسی: Perryville) شهری در ایالت کنتاکی کشور ایالات متحده آمریکا است که جمعیت آن در سرشماری سال ۲۰۱۰ میلادی، ۷۵۱ نفر بوده‌است.